# Trimetopon barbouri
Trimetopon barbouri is een slang uit de familie toornslangachtigen (Colubridae) en de onderfamilie Dipsadinae.

## Naam en indeling
De wetenschappelijke naam van de soort werd voor het eerst voorgesteld door Emmett Reid Dunn in 1930. De soortaanduiding barbouri is een eerbetoon aan Thomas Barbour (1884 - 1946).

## Uiterlijke kenmerken
Trimetopon barbouri heeft een lichaamslengte tot 26 centimeter met een circa 6,5 cm lange staart.

## Verspreiding en habitat
Trimetopon barbouri soort komt voor in Midden-Amerika en leeft endemisch in Panama. De habitat bestaat uit vochtige tropische en subtropische laaglandbossen. Trimetopon barbouri is een bewoner van de strooisellaag. De soort is aangetroffen op een hoogte van ongeveer 20 tot 800 meter boven zeeniveau.

## Beschermingsstatus
Door de internationale natuurbeschermingsorganisatie IUCN is de beschermingsstatus 'onzeker' toegewezen (Data Deficient of DD).